# Julie Fabre
Pour les articles homonymes, voir Julie Fabre (natation synchronisée) et Fabre.
Julie Fabre, née en 1749, est une jeune femme chrétienne, momentanément religieuse, morte en réputation de sainteté en 1777.

## Biographie
Julie-Anne-Angélique Fabre est née le 31 janvier 1749 à Vannes, en Bretagne. Son père est Gabriel-Marie Fabre, avocat en parlement, notaire à Ploërmel, puis procureur au présidial de Vannes ; il est aussi dit négociant. Sa mère est Marie-Anne Gaillard de Kerberlin,.
Enfant, Julie manifeste une grande piété, priant fréquemment et pratiquant avec zèle les vertus chrétiennes. Elle prépare sa première communion chez les religieuses Ursulines à Ploërmel, et y reçoit l'eucharistie. Elle prend alors la résolution de se consacrer à la vie religieuse. Trop jeune, elle rejoint sa famille qui la rappelle,.
Réfractaire à la vie sociale et mondaine, elle manifeste de nouveau, à 16 ans, le désir d'entrer au monastère. Elle obtient de pouvoir entrer comme postulante chez les Ursulines de Malestroit, et y effectue son noviciat. À la veille de sa profession religieuse, sa santé déjà fragile s'aggrave fortement, et elle ne peut prononcer ses vœux.
De nouveau revenue dans sa famille, elle doit rester dix-huit mois alitée. Elle alterne ensuite les périodes de rémission et les périodes de souffrance. Lorsqu'elle a moins mal, elle prie, participe à la messe, et visite les malades, leur portant secours et réconfort, mais devant toujours être appuyée au bras d'une personne. Elle trouve consolation et force auprès du crucifix et par de fréquentes communions, avec une particulière ferveur mariale.
Ses infirmités augmentent encore, elle annonce à son confesseur qu'elle mourra à l'approche de Noël. Julie Fabre meurt à Vannes le 24 décembre 1777. Elle est considérée comme un modèle des vertus chrétiennes.